# José Izquierdo Martínez
Pour les articles homonymes, voir José Martínez et Martínez.
José Izquierdo Martínez, né le 3 août 1980 à Arnedo en Espagne, est un footballeur espagnol évoluant au poste d'arrière droit.

## Biographie
José Izquierdo évolue pendant sept saisons avec le club du CA Osasuna. Il dispute avec cette équipe 108 matchs en première division, inscrivant deux buts.
Il participe également à la Coupe de l'UEFA avec Osasuna (neuf matchs joués). Il atteint les demi-finales de cette compétition en 2007.